# Unit 4 + 2
Unit 4 + 2 was een Britse popgroep uit de jaren zestig van de 20e eeuw. De groep had één nummer 1-hit in de UK Singles Chart: Concrete and Clay in 1965 en daarna een paar kleinere hitjes.

## Samenstelling
De groep begon in 1962 als vocaal ensemble en ging zich later Unit 4 noemen:
- Brian Parker (voluit: Brian William Parker), zang
- Buster Meikle (voluit: David Ian Meikle), zang en later ook gitaar
- Tommy Moeller (voluit: Thomas John George Moeller), zang en later ook gitaar en piano
- Peter Moules (voluit: Peter Charles Moules), zang

Brian Parker vertrok al snel en werd vervangen door Howard ‘Lem’ Lubin, die later ook gitaar ging spelen.
In 1963 gingen drie van de vier leden naast zingen ook instrumenten bespelen en kwamen er twee mensen bij (+ 2):
- Rod ‘Humble’ Garwood, basgitaar
- Hugh Halliday (voluit: Hugh John Halliday), drums

Op hun eerste plaat, The Green Fields van januari 1964, deed ook een banjospeler mee, Nigel Snook.
In 1967 werd Buster Meikle als gitarist vervangen door Russ Ballard (voluit: Russell Glyn Ballard) en Hugh Halliday als drummer door Bob Henrit (voluit: Robert John Henrit).
In de jaren 1968 en 1969 wisselde de groep voortdurend van samenstelling. Alleen Tommy Moeller bleef bij de groep betrokken tot de opheffing eind 1969.
Tommy Moeller was de broer van Billy Moeller, die betrokken was bij de groep Whistling Jack Smith, bekend van het nummer I was kaiser Bill's batman uit 1967.
Brian Parker is in 2001 overleden, Nigel Snook in 2007.

## Carrière
Brian Parker had als gitarist gespeeld bij een groep met de naam The Hunters en korte tijd bij The Roulettes, de vaste begeleidingsgroep van Adam Faith. In 1962 begon hij een zanggroep met Buster Meikle, Tommy Moeller en Peter Moules. Na enige tijd ging de groep zich Unit 4 noemen. Het repertoire leunde aan tegen de folkmuziek.
Parker moest al gauw afhaken vanwege zijn zwakke gezondheid. Hij bleef echter wel liedjes schrijven voor de groep, samen met Tommy Moeller. Ook Concrete and Clay, het grootste succes van de groep, is van de hand van Parker en Moeller. Parkers plaats werd ingenomen door Howard 'Lem' Lubin.
Onder invloed van de beatmuziek, die in 1963 opkwam, kreeg het kwartet het idee dat een groep die zijn zang begeleidde met instrumenten, meer kans op succes had dan een groep die alleen maar zong. De leden gingen instrumenten bespelen en trokken een basgitarist, Rodney Garwood, en een drummer, Hugh Halliday, aan. Omdat ze nu met z’n zessen waren, gingen ze zich Unit 4 + 2 noemen.
In januari 1964 kwam de eerste single van de groep uit, The Green Fields. Daarop speelde ook een banjospeler, Nigel Snook, mee. De plaat haalde de 48e plaats in de UK Singles Chart. De tweede plaat, Sorrow and Pain van oktober 1964, was een flop.
Op 29 januari 1965 kwam Concrete and Clay uit. Het nummer was opgenomen met Russ Ballard in plaats van Buster Meikle op gitaar en Bob Henrit in plaats van Hugh Halliday op drums. Beide muzikanten waren oude kennissen van Brian Parker en speelden in The Roulettes. Het gemakkelijk in het gehoor liggende Concrete and Clay met zijn bossanova-ritme werd het grootste succes van de groep. Vermoedelijk is dat vooral te danken aan de piratenzenders. Kenny Everett, een van de diskjockeys van Radio London, vond het een leuk nummer en begon het te pushen. De plaat loste op 8 april 1965 The Last Time van The Rolling Stones af als nummer 1 in de UK Singles Chart, maar moest die positie de week daarop alweer afstaan aan The Minute You're Gone van Cliff Richard. Ook internationaal was de plaat een succes. In de Verenigde Staten haalde ze de 28e plaats in de Billboard Hot 100. Een tegelijkertijd uitgebrachte coverversie door de Amerikaanse zanger Eddie Rambeau kwam tot nummer 35. In Nederland bereikte Concrete and Clay de 27e plaats. Het nummer werd vertaald in het Frans (Comment elle fait door Richard Anthony), Duits, Zweeds en Fins. In 1976 bracht Randy Edelman een nieuwe versie van Concrete and Clay uit, die de elfde plaats in de UK Singles Chart haalde.
Net als bijvoorbeeld zijn tijdgenoten The Four Pennies en The Honeycombs slaagde Unit 4 + 2 er niet in een geschikte opvolger voor zijn nummer 1-hit te vinden. De volgende platen werden doorgaans goed ontvangen in de muziekpers, werden ook wel gedraaid op de radio, maar bleven hangen in de lagere regionen van de hitparade – en haalden later de hitparade helemaal niet meer. Ook experimenten met een compleet andere stijl, zoals I Was Only Playing Games van oktober 1966 met begeleiding van een groot orkest, brachten het succes niet terug.
In 1967 vervingen Russ Ballard en Bob Henrit definitief Buster Meikle en Hugh Halliday. The Roulettes waren inmiddels uit elkaar. Rod Garwood vertrok ook. Overigens was het lidmaatschap van Unit 4 + 2 een betrekkelijke zaak. Op de tweede lp speelde Hugh Halliday weer mee in plaats van Bob Henrit. In de laatste twee jaren, 1968 en 1969, veranderde de groep voortdurend van samenstelling. Alleen Tommy Moeller bleef tot het eind.
In 1968 zette Unit 4 + 2 You Ain't Goin' Nowhere van Bob Dylan op de plaat. Ook dat was geen succes. Een versie van The Byrds, die ongeveer tegelijk uitkwam, haalde de 45e plaats in de UK Singles Chart (en de 74e in de Billboard Hot 100).
Eind 1969 stopte de groep ermee. Russ Ballard en Bob Henrit vertrokken naar Argent, de groep van Rod Argent. Hugh Halliday volgde een opleiding tot danser en kwam later terecht in het management van operagezelschappen. Tussen 2006 en 2013 was hij productieleider van de opera van Melbourne. Ook daarna verzorgde hij daar nog operaproducties. Howard 'Lem' Lubin stapte over naar de groep Christie en ging later platen produceren. Buster Meikle vormde samen met Billy Moeller het zangduo Bill & Buster. Met Hold on to what you've got haalden ze in 1971 de 25e plaats in de Veronica Top 40 en de 27e plaats in de Hilversum 3 Top 30.
Brian Parker en Tommy Moeller kwamen in 1974 nog een keer bij elkaar om onder de naam Parker-Moeller Reunion een lp, Cally Cavalier, en een single, Oo Momma Do, op te nemen. Het publiek was niet geïnteresseerd. Tommy Moeller bleef actief als liedjesschrijver en soms ook als zanger.

## Discografie

### Singles
- januari 1964: The Green Fields / Swing down Chariot (48 in de UK Singles Chart)
- oktober 1964: Sorrow and Pain / The Lonely Valley
- januari 1965: Concrete and Clay / When I fall in love (1 in de UK Singles Chart, 28 in de Billboard Hot 100, 27 in de Nederlandse Top 40)[1]
- mei 1965: (You've) Never Been in Love Like This Before / Tell Somebody You Know (14 in de UK Singles Chart)
- augustus 1965: Hark / Stop Wasting Your Time[2]
- december 1965: You've Got to Be Cruel to Be Kind / I Won't Let You Down[2]
- februari 1966: Baby Never Say Goodbye / Rainy Day (49 in de UK Singles Chart)
- mei 1966: For a Moment/ Fables
- oktober 1966: I Was Only Playing Games / I've Seen the Light
- mei 1967: Too Fast, Too Slow / Booby Trap
- juli 1967: Butterfly / A Place to Go
- december 1965: Loving Takes a Little Understanding / Would You Believe What I Say (uitgebracht onder de naam The Unit)
- mei 1968: You Ain't Goin' Nowhere / So You Want to Be a Blues Player
- januari 1969: 3.30 / I Will
- december 1973: Concrete and Clay / When I Fall in Love (opnieuw uitgebracht)

### EP
- april 1965: Wild Is the Wind / Cotton Fields / Cross a Million Mountains / To Be Redeemed

### LP’s
- 1965: Unit 4+2 1st Album:
  - Concrete and Clay / Sorrow and Pain / Couldn't Keep It to Myself / You'll Remember / Cotton Fields / 500 Miles / La Bamba / You've Lost That Lovin' Feelin' / Swing down Chariot / Wild Is the Wind / The Girl from New York City / Cross a Million Mountains
- 1965: Unit 4+2* #1 (Featuring Concrete and Clay):[3]
  - Concrete and Clay / Sorrow and Pain / Couldn't Keep It to Myself / You'll Remember / Cotton Fields / Tell Somebody You Know / (You've) Never Been in Love Like This Before / La Bamba / Woman from Liberia / Wild Is the Wind / The Girl from New York City / Cross a Million Mountains
- 1969: Unit Four Plus Two:
  - Butterfly / I Will / Face in My Head / 3:30 / Too Fast, Too Slow / Something I Can Believe in / (Living in) The World of Broken Hearts / Loving Takes a Little Understanding / Booby Trap / I Can't Stop
- 1976: Remembering... Unit 4 + 2:
  - Concrete and Clay / The Girl from New York City / Sorrow and Pain / Woman from Liberia / Wild Is the Wind / You've Lost That Lovin' Feelin' / (You've) Never Been in Love Like This Before / Cotton Fields / Cross a Million Mountains / Baby Never Say Goodbye / You'll Remember / I Was Only Playing Games

### Verzamel-cd’s
- 1993: Concrete and Clay:[4]
  - Concrete and Clay / Sorrow and Pain / Couldn't Keep It to Myself / You'll Remember / Cotton Fields / 500 Miles / La Bamba / You've Lost That Lovin' Feelin' / Swing down Chariot / Wild Is the Wind / The Girl from New York City / Cross a Million Mountains / Butterfly / I Will / Face in My Head / 3:30 / Too Fast, Too Slow / Something I Can Believe in / (Living in) The World of Broken Hearts / Loving Takes a Little Understanding / Booby Trap / I Can't Stop / You Ain't Goin' Nowhere / (You've) Never Been in Love Like This Before / Baby Never Say Goodbye / For a Moment / Fables / The Green Fields / I Won’t Let You Down
- 2003: The Singles As & Bs:
  - The Green Fields / Swing down Chariot / Sorrow and Pain / The Lonely Valley / Concrete and Clay / When I Fall in Love / (You’ve) Never Been in Love Like This Before / Tell Somebody You Know / Hark / Stop Wasting Your Time / You’ve Got to Be Cruel to Be Kind / I Won’t Let You Down / Baby Never Say Goodbye / Rainy Day / For a Moment / Fables / I Was Only Playing Games / I’ve Seen the Light / Too Fast Too Slow / Booby Trap / Butterfly / A Place to Go / Loving Takes a Little Understanding / Would You Believe What I Say / You Ain’t Goin’ Nowhere / So You Want to Be a Blues Player / I Will / 3.30 / Oo Momma Do[5] / Railroad Man[5]
- 2007: Unit 4+2:[6]
  - Butterfly / I Will / Face in My Head / 3.30 / Too Fast, Too Slow / Something I Can Believe in / (Living in) The World of Broken Hearts / Loving Takes a Little Understanding / Booby Trap / I Can't Stop / For a Moment / Fables / I Was Only Playing Games / I've Seen the Light / To Be Redeemed / Woman from Liberia / Place to Go / Would You Believe What I Say? / You Ain't Goin’ Nowhere / So You Want to Be a Blues Player

### NPO Radio 2 Top 2000
Van Unit 4 + 2 stond alleen Concrete and clay in 2000 in de NPO Radio 2 Top 2000, op plek 1821.